# Dischidia dolichantha
Dischidia dolichantha är en oleanderväxtart som beskrevs av Rudolf Schlechter. Dischidia dolichantha ingår i släktet Dischidia och familjen oleanderväxter. Inga underarter finns listade i Catalogue of Life.